# Tloque Nahuaque
Tloque Nahuaque (Heer van Overal) was een Azteekse godheid.
Hij was een geslachtloze, scheppende god. Er zijn geen afbeeldingen van Tloque Nahuaque bekend, en hoogstwaarschijnlijk zijn die ook nooit gemaakt. Een dergelijk abstracte godheid was vrij ongebruikelijk in Meso-Amerika.
Een bepaalde stroming zag Tloque Nahuaque als voornaamste of zelfs als enige god.
De bekendste aanhanger van deze stroming was Nezahualcóyotl.